# The Real Housewives of Amsterdam (seizoen 1)
Het eerste seizoen van The Real Housewives of Amsterdam is de allereerste Nederlandse bewerking in de Real Housewives-franchise. Ze werd tussen 24 november 2022 en 12 januari 2023 wekelijks uitgezonden op Videoland. Het programma werd voornamelijk opgenomen in Amsterdam.
The Real Housewives of Amsterdam volgt het leven van Maria Tailor, Hella Huizinga, Cherry-Ann Person, Kimmylien Nguyen, Sheila Bergeik, Susanna Klibansky en Djamila Celina Melcherts. Tijdens het seizoen bestaat er een tweestrijd tussen de dames met uiteindelijk een botsing met Bergeik. De serie bestaat uit acht reguliere afleveringen met een reünie als finale van het seizoen.
Dit seizoen is ook direct het laatste seizoen met Bergeik in de hoofdrol.

## Productie en crew
Op 29 juni 2022 werd door RTL bekendgemaakt dat zij met de eerste Nederlandse Real Housewives-franchisebewerking kwamen, met als hoofdlocatie Amsterdam. Het programma wordt geproduceerd door Concept Street onder leiding van producent Roy Aalderink en productieleider Sterre Heerink. Justin Arnts was als redacteur onder leiding van eindredacteur Nathalie Pieters bij de serie betrokken.
In het voorjaar van 2022 werd eerst een pilotaflevering opgenomen, waarna er nog enkele veranderingen werden doorgevoerd. Zo zou de verhaallijn draaien rond huisvrouw Cherry-Ann Person op weg naar haar zwangerschap, maar voor de opnamen bleek ze al onverwacht zwanger te zijn.
Dit seizoen werd tussen mei en augustus 2022, en de reünie-aflevering (die direct na de reguliere afleveringen werd uitgezonden) in december 2022 opgenomen.

## Cast
In juni 2022 werden de zeven huisvrouwen van het eerste seizoen The Real Housewives of Amsterdam voorgesteld aan de media. Videoland noemde de vrouwen succesvolle huis- en zakenvrouwen binnen de upper class van Amsterdam. Mode- en zakenvrouw Maria Tailor woont samen met haar dochter en zoon als alleenstaande moeder in hartje Amsterdam en heeft haar eigen modelabel. Hella Huizinga heeft een latrelatie met haar vriend, die Nederlands grootste exclusief evenementenplanner is. Huizinga's bedrijf organiseert evenementen en bruiloften in het hogere segment. Jurist en investeerder Cherry-Ann Person zou naar verluidt de rijkste van de vrouwen zijn en verwacht samen met haar 35 jaar oudere partner Roland Kahn haar eerste kind. Zakenvrouw Kimmylien Nguyen is geboren in Vietnam maar woont nu al jaren met haar gezin in Amsterdam. Nguyen is oprichtster van Universal Nails en haar zeven vestigingen en heeft sinds kort samen met haar man ook een hotpot-restaurant. Sheila Bergeik is getrouwd met plastisch chirurg Erwin Kettman en heeft met hem drie kinderen. Bergeik heeft het cuppen officieel naar Nederland gehaald en heeft haar eigen cuppinginstituut. Salesdirector Susanna Klibansky woont samen met haar man Louis Klibansky en hun twee dochters in Laren, maar is door haar werk regelmatig in Amsterdam te vinden. Djamila Celina Melcherts is als influencer en door haar deelname aan verschillende programma's op tv een van de bekendste huisvrouwen. Melcherts is getrouwd en heeft een zoon uit een eerdere relatie. Officieel woont het gezin op Mallorca, maar ze huren ook regelmatig een appartement in hotel Krasnapolsky.
Aanvankelijk zaten Jamie Faber, Dionne Schuf en Magali Gorré in de pilotaflevering, maar na het opnemen werden zij, al dan niet uit vrije wil, eruitgehaald. Gorré komt in een bijrol als "friend" wel een aantal afleveringen langs.
| Links            | Links             | Links        | Links                    | Host           | Rechts       | Rechts         | Rechts         | Rechts            |
| ---------------- | ----------------- | ------------ | ------------------------ | -------------- | ------------ | -------------- | -------------- | ----------------- |
| Kimmylien Nguyen | Cherry-Ann Person | Magali Gorré | Djamila Celina Melcherts | Carlo Boszhard | Maria Tailor | Hella Huizinga | Sheila Bergeik | Susanna Klibansky |

### Castoverzicht
| Maria          |  |  |  |  |  |  |  |  |  |
| Hella          |  |  |  |  |  |  |  |  |  |
| Cherry-Ann     |  |  |  |  |  |  |  |  |  |
| Kimmylien      |  |  |  |  |  |  |  |  |  |
| Sheila         |  |  |  |  |  |  |  |  |  |
| Susanna        |  |  |  |  |  |  |  |  |  |
| Djamila Celina |  |  |  |  |  |  |  |  |  |
|                |  |  |  |  |  |  |  |  |  |
| Magali         |  |  |  |  |  |  |  |  |  |

Legenda:

## Taglines
Maria"Door schade en schande ben ik wijzer geworden, but I'm back to shine"
Hella"In mijn wereld is nee geen antwoord, en perfect niet goed genoeg"
Cherry-Ann"Ik vind het prima als mensen mij niet moeten, niet iedereen heeft goede smaak"
Kimmylien"Wat is mijn zaak niet? In Amsterdam is alles mijn zaak"
Sheila"Voor balans en ervaring moet je bij mij zijn, daar kan de rest nog wat van leren"
Susanna"Ware kunst is uniek in zijn soort, so am I, one of a kind"
Djamila Celina"Ik woon niet voor niets hartje centrum, want Amsterdam draait om mij"
| Djamila Celina Melcherts | Sheila Bergeik | Susanna Klibansky | Maria Tailor | Hella Huizinga | Cherry-Ann Person | Kimmylien Nguyen |

## Afleveringen
| Nr. | Titel                                         | Datum            |
| --- | --------------------------------------------- | ---------------- |
| 1 | Gossip aan de grachten                        | 24 november 2022 |
| We ontmoeten Maria, Djamila, Hella, Sheila, Cherry-Ann, Kimmylien en Susanna. Sheila nodigt iedereen uit voor een verjaardagsdiner bij restaurant Le Garage. Susanna geeft een cadeau waar iedereen jaloers op is, Djamila zorgt voor onrust en een oude ruzie tussen Maria en Kimmylien komt tot uiting aan tafel. |                                               |                  |
| 2 | Diva's en drama's                             | 24 november 2022 |
| De jarenlange vriendschap tussen Kimmylien en Maria is bekoeld. Susanna heeft een groot event. Djamila geeft een housewarming, maar niet iedereen is uitgenodigd. |                                               |                  |
| 3 | De toon is gezet                              | 1 december 2022  |
| Djamila duikt de studio in voor een nieuwe single. Sheila en Susanna gaan mee, waar Susanna haar muzikale talent laat zien. Maria laat haar kwetsbare kant zien tijdens een emotioneel gesprek met haar lifecoach. Een sup-uitje valt in het water, waardoor Sheila in conflict raakt met Djamila, Cherry-Ann en Kimmylien. De spanning loopt hoog op tijdens een girls night out.                                                                                      |                                               |                  |
| 4 | Vlam in de pan                                | 8 december 2022  |
| De confrontatie tijdenss de girls night out wordt te veel voor Sheila. Maria voelt dat Sheila zich alleen voelt in de groep en gaan daarom samen golfen. Cherry-Ann en Djamila brengen "friend of the show" Magali op de hoogte tijdens een babyshop-uitje. Susanna is op een art fair, waar Kimmylien en Sheila met partners langskomen. Kimmylien nodigt iedereen uit voor een diner in haar hotpotrestaurant, waar met name door Magali er een grote ruzie ontstaat. |                                               |                  |
| 5 | Met zulke vrienden heb je geen vijanden nodig | 15 december 2022 |
| Sheila bespreekt de ruzie in het hotpotrestaurant met Hella en Maria. Cherry-Ann heeft een echo voor haar baby. Hella's werk is veeleisend en de drukte eist z'n tol. Kimmylien's zoon is jarig, dit is de eerste keer in jaren dat Maria weer bij haar thuis komt. Susanna organiseert een private art lunch, waar er weer een ruzie ontstaat. |                                               |                  |
| 6 | Schitteren door afwezigheid                   | 22 december 2022 |
| Cherry-Ann en Sheila proberen het weer goed te maken. Djamila deelt haar heftige en negatieve ervaring met plastische chirurgie met Kimmylien en Cherry-Ann. Sheila en Maria gaan hun vagina stomen. Susanna pakt haar voorliefde voor zingen weer op. Kimmylien krijgt business advies van Roland Kahn. Djamila heeft haar TikTok release party, maar niet alle vrouwen komen langs.                                                                                   |                                               |                  |
| 7 | We're going to Ibiza!                         | 29 december 2022 |
| De dames gaan naar Ibiza. Susanna nodigt iedereen uit voor een barbecue in een prachtige villa, maar tot haar ongenoegen is ook daar weer drama. Hella laat weten dat haar relatie van 13 jaar verbroken is. Cherry-Ann is niet mee vanwege haar zwangerschap, maar spreekt in plaats daarvan met haar moeder af in Amsterdam. De Ibiza-trip eindigt met een luxe-boottrip, waarbij Sheila zeeziek wordt en Djamila haar haar vasthoudt.                                |                                               |                  |
| 8 | Eind goed al goed?                            | 5 januari 2023   |
| Na de Ibiza-trip zijn sommige relaties tussen de vrouwen op scherp gezet. Djamila mag optreden op de Gay Pride in Amsterdam, maar niet iedereen kan haar opmerkingen tijdens het optreden waarderen. Hella organiseert een groot feest ter ere van haar bedrijf, waar ze een groot nieuw pand voor opent. Ook hier is er weer drama, waardoor blijkt dat ook Maria en Sheila niet meer op één lijn liggen.                                                              |                                               |                  |
| 9 | De reünie                                     | 12 januari 2023  |
| De zeven vrouwen komen onder leiding van Carlo Boszhard samen om al het uitgesproken uit te spreken. |                                               |                  |